# Пак, Михаил Николаевич
Михаи́л Никола́евич Пак (кор. 박 미하일; 21 июня 1918, Нижняя Янчихе, Приморская область — 16 апреля 2009, Москва) — видный советский и российский востоковед-историк, основатель советской школы корееведения. Доктор исторических наук, профессор. Основные научные работы посвящены социально-экономическому и политическому развитию Кореи, а также проблемам востоковедной историографии.

## Биография
Родился в крестьянской семье, где кроме него были ещё два брата и сестра. В конце 1920-х годов семья уехала из Приморского края: сначала в Читу, а затем в Ярославль. В Чите в 1936 г. М. Н. Пак окончил среднюю школу. В том же году он уехал в Москву и поступил на исторический факультет Института истории, философии и культуры (МИФЛИ), который окончил в 1941 г.
После этого был направлен на педагогическую работу в Кзыл-Орду, куда в то время были эвакуированы Киевский и Харьковский государственные университеты, на основе которых был создан Объединённый Украинский государственный университет. Ранее в 1937 году, в город был переведён корейский педагогический институт, ранее базировавшийся во Владивостоке. М. Н. Пак читал лекции по истории колониальных и зависимых стран. Здесь же поступил в аспирантуру, избрав темой своей диссертации историю Кореи конца XIX в.: «Корейский вопрос во внешней политике России в конце XIX в.». В Кзыл-Орде а познакомился с советским корейским историком и филологом Ке Бонъу, у которого занимался иероглификой.
Летом 1945 г. перевёлся в аспирантуру исторического факультета МГУ, где получил поддержку выдающихся учёных-востоковедов Е. М. Жукова и А. А. Губера. Е. М. Жуков стал его научным руководителем. В 1945—1949 гг. М. Н. Пак преподавал в Рязанском педагогическом институт, где читал лекционные курсы по истории СССР и всемирной истории. 7 мая 1947 г. на Историческом факультете МГУ М. Н. Пак защитил кандидатскую диссертацию «Очерки из политической истории Кореи во второй половине XIX в.». В 1948 г. М. Н. Паку было присвоено звание доцента.
С сентября 1949 г. он начал преподавать историю Кореи на Историческом факультете МГУ, а с 1956 г. в Институте восточных языков при МГУ. В 1960 г. защитил докторскую диссертацию, в 1963 г. ему было присвоено звание профессора. В 1971—1995 гг. был заведующим кафедрой истории стран Дальнего Востока и Юго-Восточной Азии ИВЯ (ИСАА) при МГУ. В 1991 г. создал Международный центр краеведения МГУ и до 2008 г. был его директором. В 1994 г. избран академиком РАЕН и возглавил Отделение евразийских исследований РАЕН. Был также одним из основателей в 1989 г. Всесоюзной ассоциацией советских корейцев (ВАСК).(1989) и её первым президентом. В 1990 г. М. Н. Пак избран вице-президентом Международного общества по изучению Кореи (ICKS), с августа 1997 — был почётным советником этой организации.

## Научная деятельность
Опубликовал более 250 научных трудов. Среди них — переводы из китайских летописей, содержащих сведения о ранней истории Кореи, а также перевод монументальной корейской летописи XII века «Самгук саги» («Исторические записи Трех государств», 1145 г.) Ким Бусика. Первый том полного научного комментированного перевода Самгук саги(«Летописи Силла») вышел в 1959 г. и сразу поставил М. Н. Пака в ряд ведущих корееведов мира. Второй том («Летописи Когурё и Пэкче») увидел свет в 1995 г. Над третьим томом («Разные описания. Биографии»), М. Н. Пак работал совместно с группой коллег и учеников, Он вышел в 2002 г. Русский перевод «Самгук саги» стал первым и был до 2006 г. единственным переводом этого классического сочинения корейской историографии на один из европейских языков (русский).
М. Н. Пак активно сотрудничал в советских энциклопедических изданиях: Большой советской энциклопедии (2-е и 3-е издания), Малой советской энциклопедии, Советской исторической энциклопедии и энциклопедиях бывших союзных республик. Многие труды переведены на английский, французский, немецкий, корейский, китайский, японский и другие языки. Разработал университетский курс истории Кореи с древнейших времён до настоящего времён, стал одним из создателей университетского курса истории стран Азии и Африки. Многие годы являлся членом редакционной коллегии журнала "Вестник Московского университета. Серия «Востоковедение». Неоднократно выступал на международных конгрессах и симпозиумах в Республике Корея, КНДР, США, Польше, Швеции.
Похоронен в Московской области на Щербинском кладбище.

## Память
- 19-20 апреля 2016 года в ИСАА МГУ состоялась Пятая научная конференция молодых учёных-корееведов, посвящённая 100-летию со дня рождения М. Н. Пака.
- В Вестнике Российского корееведения (№ 10, 2018) опубликована статья "К 100-летию со дня рождения профессора Михаила Николаевича Пака (21.06.1918 - 16.04.2009).

## Семья
Мать — Мария (Анна) Ивановна Пак (урождённая Тен) (1874—1947). Последние годы жила в г. Кустанае (Казахстан) с одним из своих сыновей.
Отец — Николай Харитонович Пак (1880—1938) участвовал в Русско-японской войне (1904—1905), а во время Первой мировой войны на Юго-Западном фронте. В 1937 г был арестован и в январе 1938 г. расстрелян.
Старший брат в 1938 г. был репрессирован и около 20 лет провёл в сибирских лагерях.
Супруга Мария Юрьевна Пак (Горинштейн) (1920—1991).
Два сына Виктор Михайлович Пак и Пётр Михайлович Пак — известные востоковеды-арабисты.
Три внука и внучка Виктория Пак, которая пошла по стопам дедушки — изучает историю Кореи.

## Награды и премии
- Медаль «В память 800-летия Москвы» (1947).
- Медаль «За доблестный труд. В ознаменование 100-летия со дня рождения В. И. Ленина» (1970).
- Медаль «Ветеран труда» (1978).
- Почётная Грамота Президиума Верховного Совета РСФС (1980).
- Почётный диплом Фонда Фулбрайта (США) «За укрепление взаимопонимания между народами США и Советского Союза посредством академической деятельности» за цикл лекций, прочитанных в Гавайском университете (1982).
- Национальный ордена «Тонбэкчан» (высшей степени) Республики Корея («Орден камелии», высший для деятелей культуры) (1992).
- Заслуженный профессор МГУ (1993).
- Серебряная Медаль им. П. Л. Капицы РАЕН (1995).
- Медаль «50 лет победы в Великой Отечественной войне» (1995).
- Ломоносовская премия МГУ (1997).
- Медаль «В память 850-летия Москвы» (1997).
- Национальная премия зарубежных корейцев (Республика Корея, KBS, 1999).
- Звание и знак «Рыцарь науки и искусства» РАЕН (2000).
- Премия Института национального объединения Кореи, Республика Корея (2003).
- Диплом «За большой вклад в сохранение национальных традиций и в связи со 140-летием добровольного переселения корейцев в Россию» от ООК и ФНКА (2004).
- Всемирная Корейская награда от Совета Корееведения Мичиганского университета (США, 2004).
- Медаль «За самоотверженное служение российской науке и образованию. В связи с 250-летием МГУ» (2005).

## Основные сочинения[7]
- Пак М. Н. (1953).Пер. с корейск.: Очерки по истории освободительной борьбы корейского народа. М.: Изд-во иностр. лит., 1953. 324 с. Совм. с Ю. Н. Мазуром и Н. С. Кимом.
- Пак М. Н. (1956). О характере социально-экономических отношений в государстве Силла (III—VI вв.). — «Вопросы истории». 1956, № 7, с. 49-65; то же в пер. на кит. яз. — «Шисюэ ицун» (Пекин), 1956, № 6; то же в пер. на кор. яз.- «Ёкса квахак» (Пхеньян), 1957, № 1, с. 65-86.
- Пак М. Н. (1974). История Кореи. М.: Наука.
- Пак М. Н. (1979). Очерки ранней истории Кореи. М.: Изд-во Моск. ун-та.
- Пак М. Н. (1987). Очерки по историографии Кореи (к критике буржуазно-националистических идей южнокорейских историков). М.: ГРВЛ.
- Самгук саги (на русском языке; перевод, комментарий и исследования). В 3 т. М.: 1959; 1995; 2002.
- Пак М. Н. (2003). История и историография Кореи. Избранные труды. М.: Восточная литература РАН.